# Wysokoje (osiedle w rejonie unieckim)
Wysokoje (ros. Высокое) – osiedle w Rosji, w obwodzie briańskim, w rejonie unieckim. W 2021 liczyło 433 mieszkańców.